# Haras national d'Izvin
 (août 2022).
Le haras national d'Izvin (roumain : Herghelia Izvin) est un haras national situé à Izvin, en Roumanie. Il est spécialisé dans l'élevage du Nonius et de l'Ardennais. Il propose un enseignement en saut d'obstacles et en équitation de loisir.

## Histoire
Le haras est créé le 10 janvier 1968, en déplaçant un haras déjà existant de Pădureni jusqu'à Izvin. Le troupeau de chevaux déplacés compte 118 juments et 7 étalons d'élevage.
Depuis juillet 2015, le haras d'Izvin est une sous-division de la Direction de l'élevage, de l'exploitation et de l'amélioration des chevaux. Le conseil départemental avait proposé de le reprendre, mis cette proposition n'a pas eu de suites. Des travaux de rénovation débutent alors au niveau du centre équestre de Timișoara et du haras lui-même.
Il est prévu que le haras s'oriente à l'avenir vers le tourisme équestre, en proposant des visites des vignobles voisins et du parc Sarlota.

## Missions
Le haras national d'Izvin élève spécifiquement le Nonius et l'Ardennais, et détient un  troupeau de chacune de ces deux races. Il est également actif dans la promotion de ses chevaux par le biais du sport et des loisirs équestres. Il sert de haras public pour l'amélioration des chevaux d'élevage de sa région.
Le manège situé à Timișoara permet la préparation des cavaliers et des chevaux pour le saut d'obstacles, mais aussi un enseignement de l'équitation de loisir pour les débutants.
Les athlètes formés à Izvin participent à diverses compétitions, tant localement que nationalement, avec la Fédération équestre roumaine. La formation s'est plus particulièrement orientée vers les enfants et les jeunes. 
Le haras participe à des expositions et des foires agricoles à Timisoara et en Hongrie. Il propose un service de pension pour chevaux aux propriétaires.

## Équipements
Le haras se trouve dans le département de Timis, à 17 km de la ville de Timișoara, sur la route européenne reliant Timisoara à Bucarest. Le siège est à 2 km du village d'Izvin.
Le haras compte une écurie et un manège couvert à Timisoara, huit autres écuries, un couloir de circulation, un siège administratif, un magasin à grains, des stalles et des greniers à foin, des terres agricoles.